# Hoym (Adelsgeschlecht)

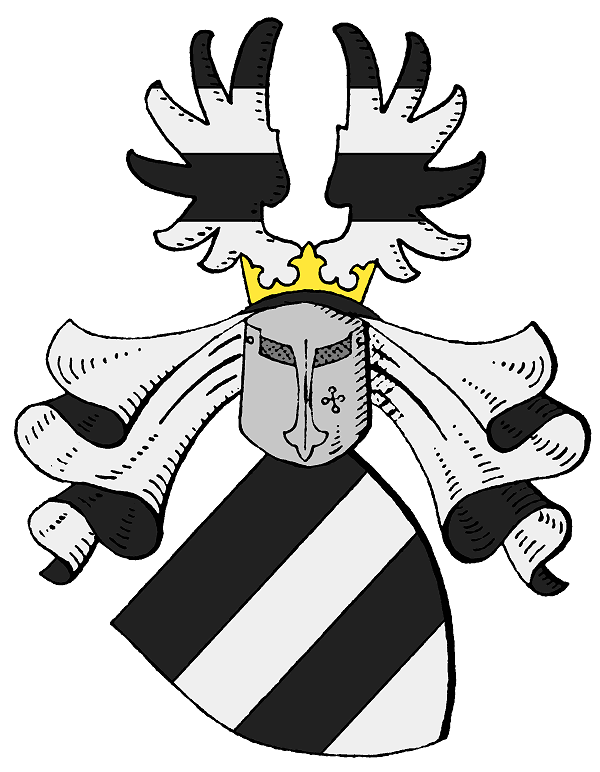
Stammwappen derer von Hoym

Hoym ist der Name eines alten, ursprünglich anhaltischen Adelsgeschlechts des Uradels. Die Familie gelangte später vor allem in Sachsen, aber auch in Braunschweig, Pommern, Schlesien und Preußen zu Besitz und Ansehen. Stammesverwandtschaft besteht zu einer briefadeligen Linie, die unter dem Namen Hoym-Söllingen Ende des 18. Jahrhunderts nobilitiert wurde.

## Geschichte

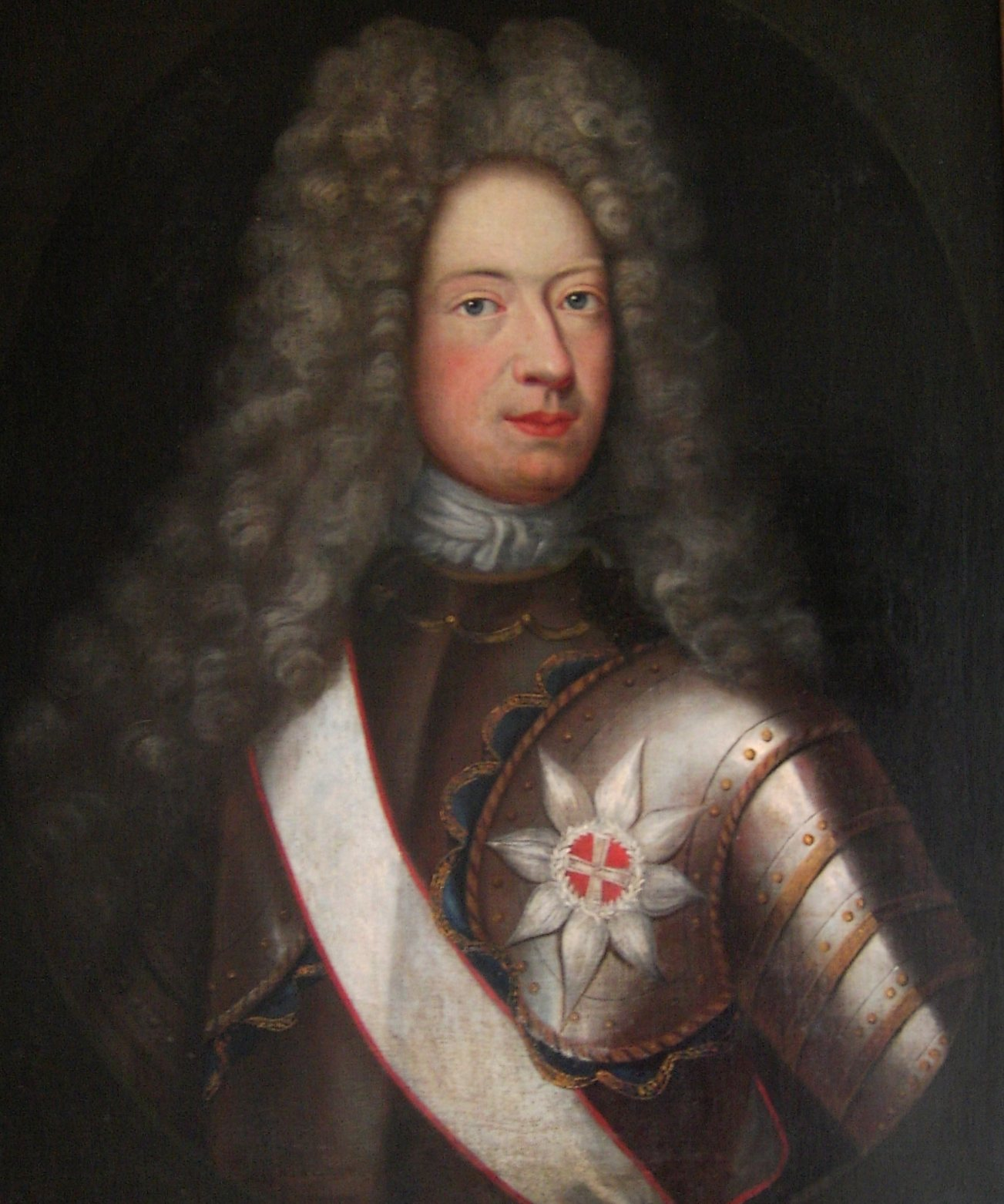
Adolph Magnus von Hoym
(* 1668; † 1723)

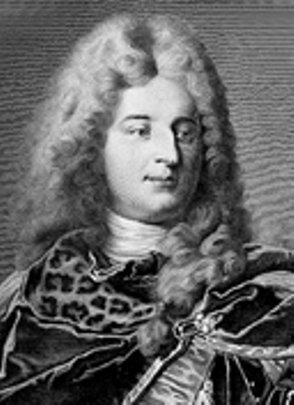
Carl Heinrich von Hoym
(* 1694; † 1736)

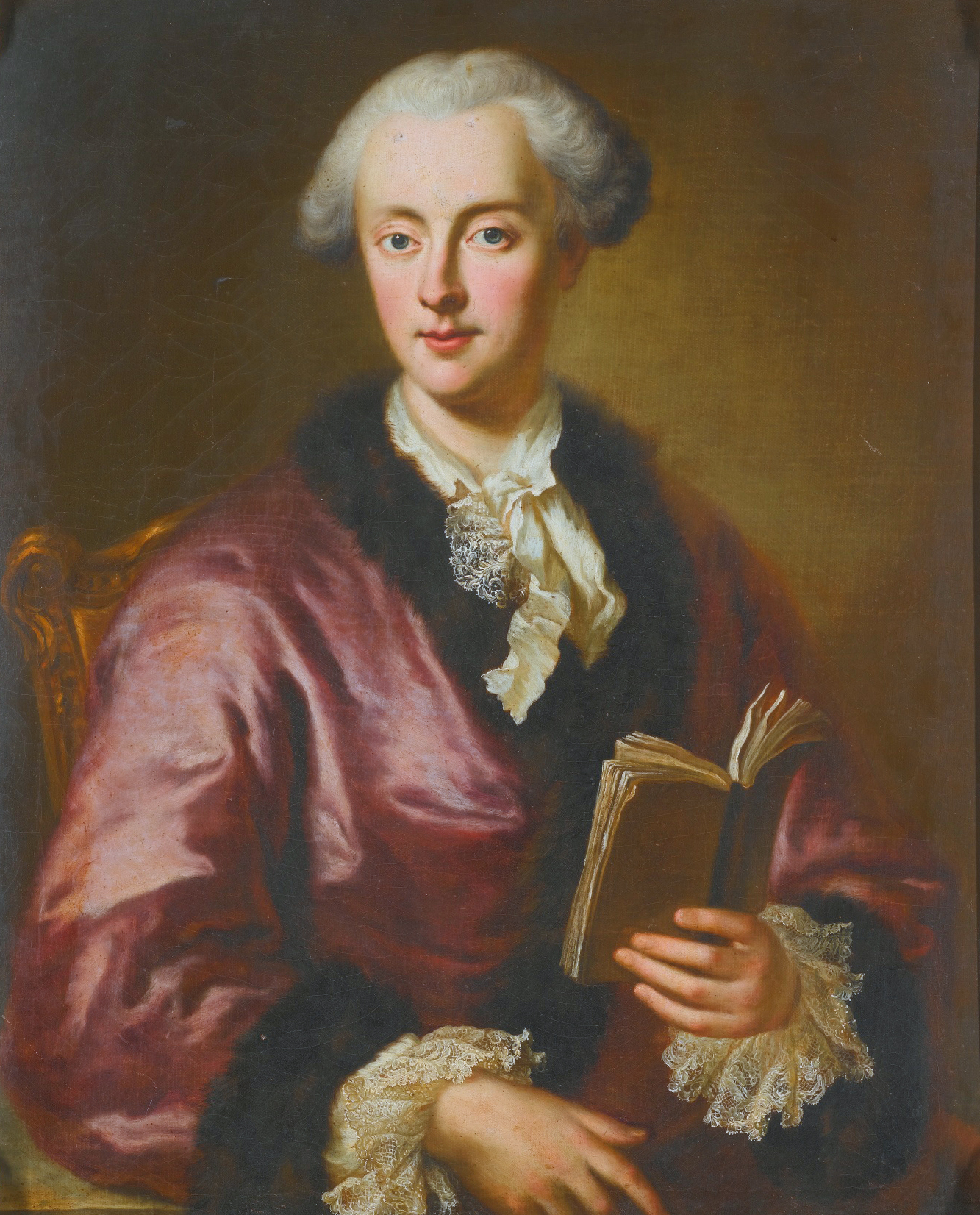
Gotthelf Adolph von Hoym
(* 1731; † 1783)

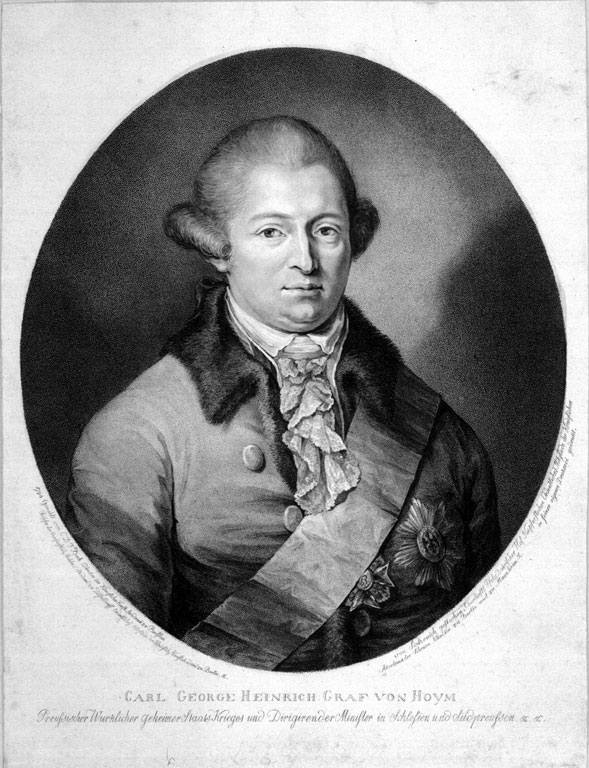
Karl Georg von Hoym
(* 1739; † 1807)

### Herkunft
In älterer Literatur wird der dritte Bischof von Halberstadt Haymo, Amtszeit von 840 bis 853, als Familienmitglied genannt. Ein Verwandter von ihm soll später Schloss Hoym erbaut haben und Ahnherr der Familie gewesen sein.
Erstmals urkundlich erwähnt wird das Geschlecht am 10. November 1195 mit Cuno de Hoym. Hoym, das namengebende Stammhaus der Familie, ist heute ein Ortsteil der Stadt Seeland im Salzlandkreis in Sachsen-Anhalt. Die Ortschaft erscheint bereits am 5. Juli 961 erstmals urkundlich und erhielt 1540/1541 das Stadtrecht.

### Ausbreitung und Persönlichkeiten
Schon früh wurde der Familie das Erbkämmereramt im Hochstift Halberstadt übertragen. Angehörige des Geschlechts waren in der Grafschaft Anhalt und im Stift Halberstadt ansehnlich begütert. Friedrich II. von Hoym († 1382) war seit 1357 Bischof von Merseburg und ab 1382 für wenige Monate Erzbischof von Magdeburg. Johannes (Johann) von Hoym wurde 1419 Bischof von Halberstadt, ein Amt, das er bis zu seinem Tod 1437 ausübte. Ebenfalls zum Bischof von Halberstadt wurde Gebhard von Hoym 1458 erwählt. Er resignierte 1479 und starb 1484.
1454 wurde die Familie mit der Burg Esbeck bei Schöningen belehnt. Heinrich von Hoym und Ermsleben war um 1550 Statthalter des Bistums Halberstadt. Sein Sohn Christoph von Hoym und Ermsleben (1534–1604) wurde 1590 Präsident des Fürstentums Anhalt. Christoph war der Begründer der neuen sächsischen Linie der Familie. 1578 erwarb er die Herrschaft Droyßig bei Zeitz. 1598 erhielt er die Anwartschaft auf Schloss Burgscheidungen, doch erst seine Söhne Siegfried, August und Christian Julius von Hoym werden 1629 mit Burgscheidungen belehnt. Sein Enkel Ludwig Gebhard Freiherr von Hoym (* 1631) starb am 2. Juni 1711 als kursächsischer Geheimrat, Kammerpräsident und Oberhauptmann in Thüringen. Seine vier Söhne Adolph Magnus, Carl Siegfried, Ludwig Gerhard und Karl Heinrich erhielten 1711 den Reichsgrafenstand (siehe Standeserhebungen). Adolph Magnus von Hoym (1668–1723) heiratete 1703 Constantia von Brockdorff (* 1680; † 1765), die später als Gräfin Cosel die Mätresse des sächsischen Kurfürsten und polnischen Königs August dem Starken wurde. Die Ehe wurde bereits 1705 geschieden, Adolph Magnus starb 1723 ohne Nachkommenschaft. Sein Bruder Carl Siegfried († 1738), Herr auf Guteborn, wurde königlich polnischer und kursächsischer Geheimrat. Er stiftete die Linie zu Guteborn in der Oberlausitz, die aber mit dem Tod seines Enkels Adolph Magnus Gotthelf Graf von Hoym (* 1748), Sohn des kursächsischen Kammerherren Carl Gotthelf Graf von Hoym und dessen Frau Charlotte Sophie Gräfin von Beichlingen, am 12. Juli 1775 erlosch. Julius Gebhard Graf von Hoym, ein Neffe von Adolph Magnus, erwarb 1745 das Schloss Oppurg in Thüringen und ließ es umgestalten, ebenso 1752 das Palais Hoym in Dresden.
Ludwig Gebhard Graf von Hoym (* 1678; † 1738), königlich polnischer und kursächsischer Geheimrat und Oberhauptmann von Thüringen, Herr auf Droyßig, Nebra und Gleina, war der Begründer der Linie zu Droyßig. Aus seiner Ehe mit Rahel Luise Gräfin von Werthern († 1764) gingen zwei Söhne, die Grafen Gotthelf Adolph und Julius Gebhard, hervor. Gotthelf Adolph Graf von Hoym (1731–1783), Herr auf Gleina und Thallwitz, wurde kursächsischer Geheimrat und bevollmächtigter Minister am kaiserlichen Hof. Er erbte Droyßig und Guteborn, starb aber am 22. April 1783 als letzter des Mannesstammes der droyßiger und der gesamten sächsischen Linie.
Aus der braunschweigischen zweiten Hauptlinie kam Otto von Hoym, der sich 1619 in Pommern niederließ. Er war der Begründer des pommerschen, später auch schlesischen Zweiges. Zu diesem Zweig gehörte Karl Georg Heinrich von Hoym (1739–1807) aus dem Haus Poblotz in Hinterpommern († 1807), Herr der Herrschaft Dyhernfurth in Niederschlesien. Er war königlich preußischer dirigierender Minister in Schlesien und erhielt 1786 den preußischen Grafenstand. Karl Georg Heinrich ließ auf seinem Gut Dyhernfurth/Niederschlesien eine Grabstätte für sich und seine Familie errichten (Mausoleum der Familie von Hoym). Da er nur Töchter hinterließ, konnte der Mannesstamm dieser gräflichen Linie nicht fortgesetzt werden. Ebenfalls zu der braunschweigischen Linie gehörte Hartwig Ludwig Anton Graf von Hoym (* 1750; † 1811), der 1809 in den preußischen Grafenstand erhoben wurde. Er wurde königlich preußischer Geheimer Oberfinanzrat und heiratete Caroline Sophie von Tauentzien († 1842). Das Paar hatte zwei Söhne, die Grafen Wilhelm und Ludwig. Karl Wilhelm Boguslaus Otto Graf von Hoym (* 1790; † 1849), königlich preußischer Oberst und erster Adjutant von Prinz Carl von Preußen, heiratete 1828 Henriette Friederike Philippine von Tauentzien (* 1800; † 1878) aus dem Haus Balckow in der Neumark. Sie hatten neben drei Töchtern zwei Söhne. Wilhelms Bruder Anton Ludwig Heinrich Otto Graf von Hoym (* 1794; † 1865) wurde königlich preußischer Oberstleutnant. Er heiratete 1833 Auguste von Münchow (* 1797; † 1854) und hinterließ vier Töchter und drei Söhne.

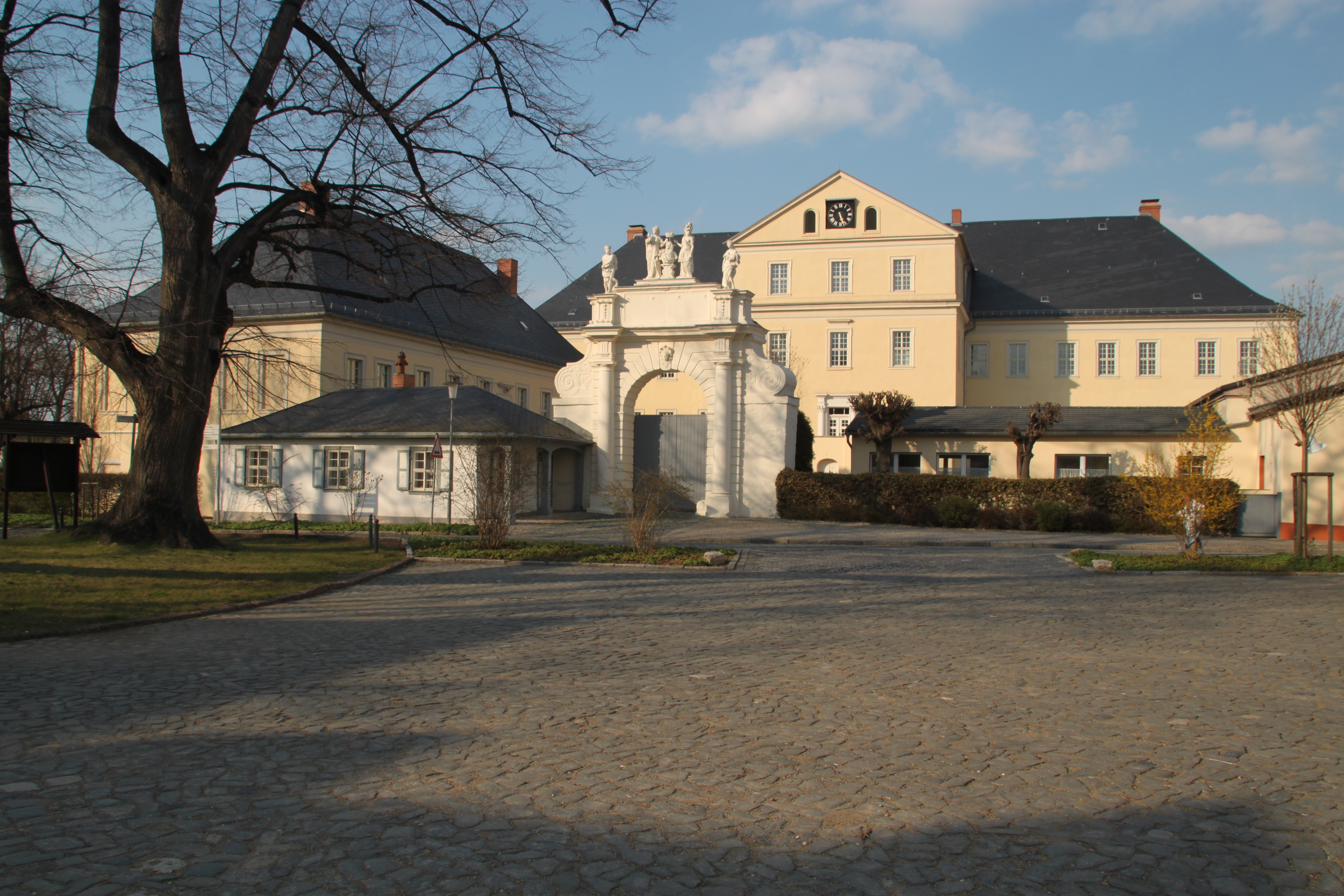
Schloss Hoym, Sachsen-Anhalt
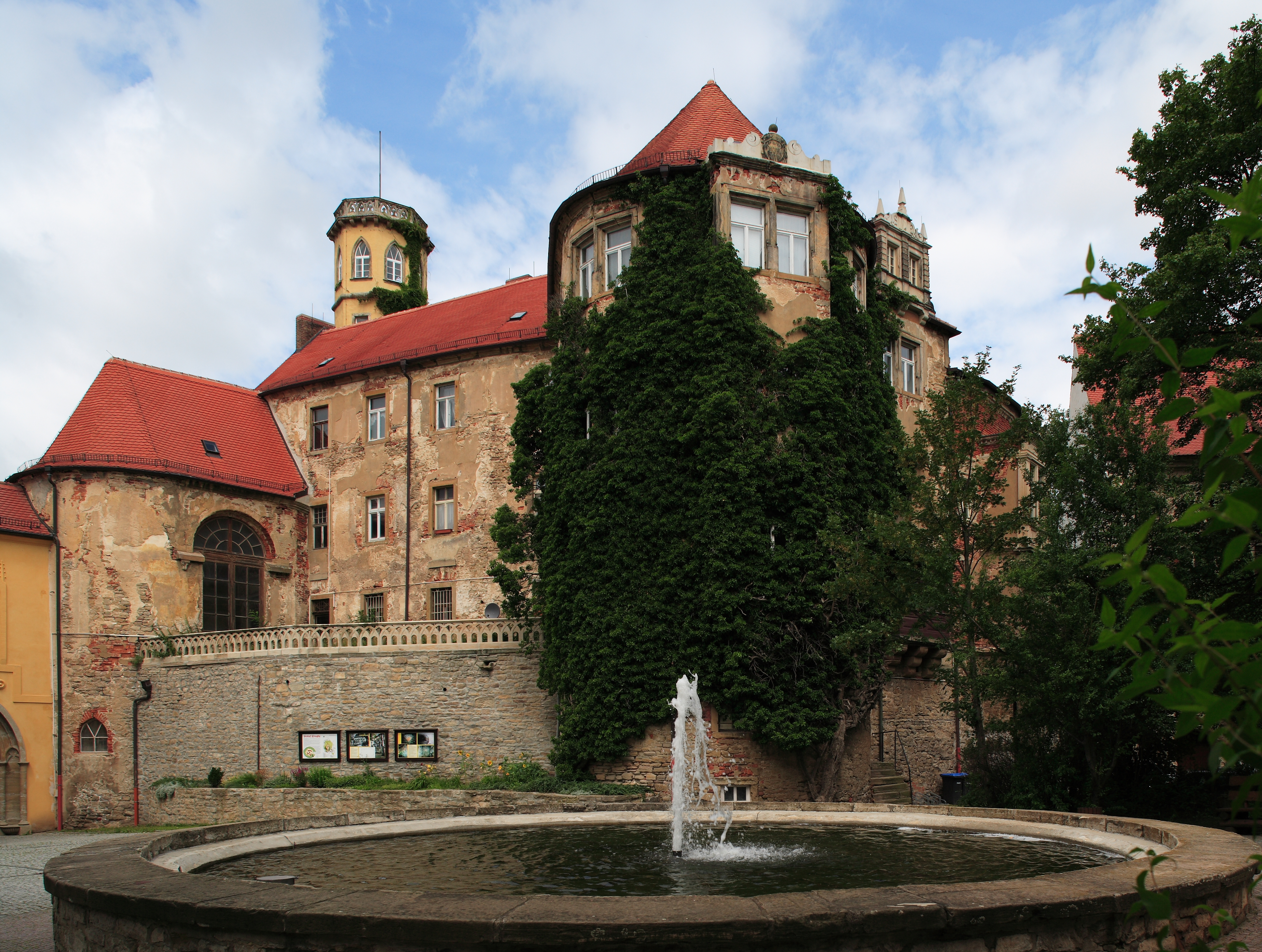
Schloss Droyßig, Sachsen-Anhalt
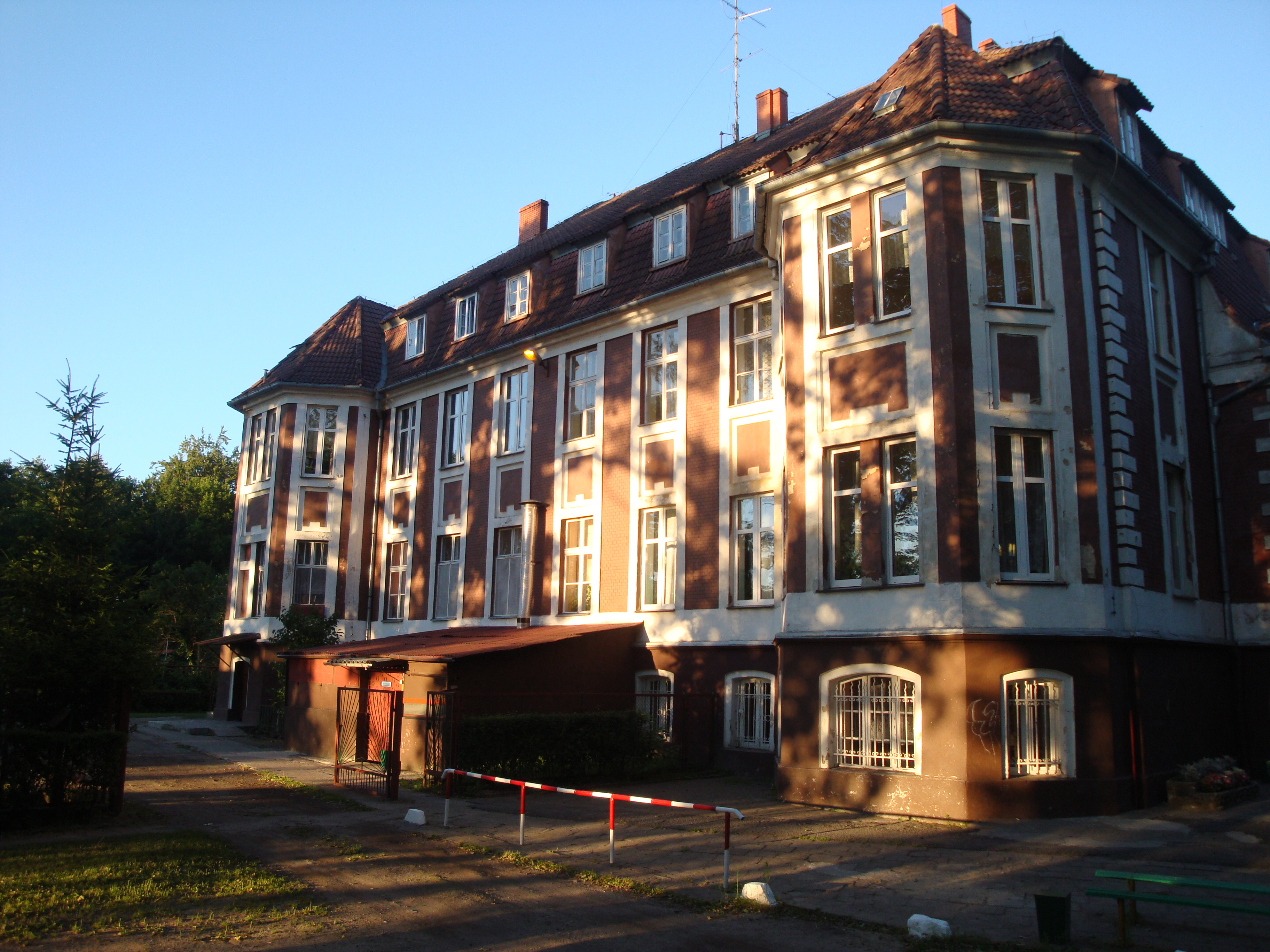
Poblotz, Hinterpommern
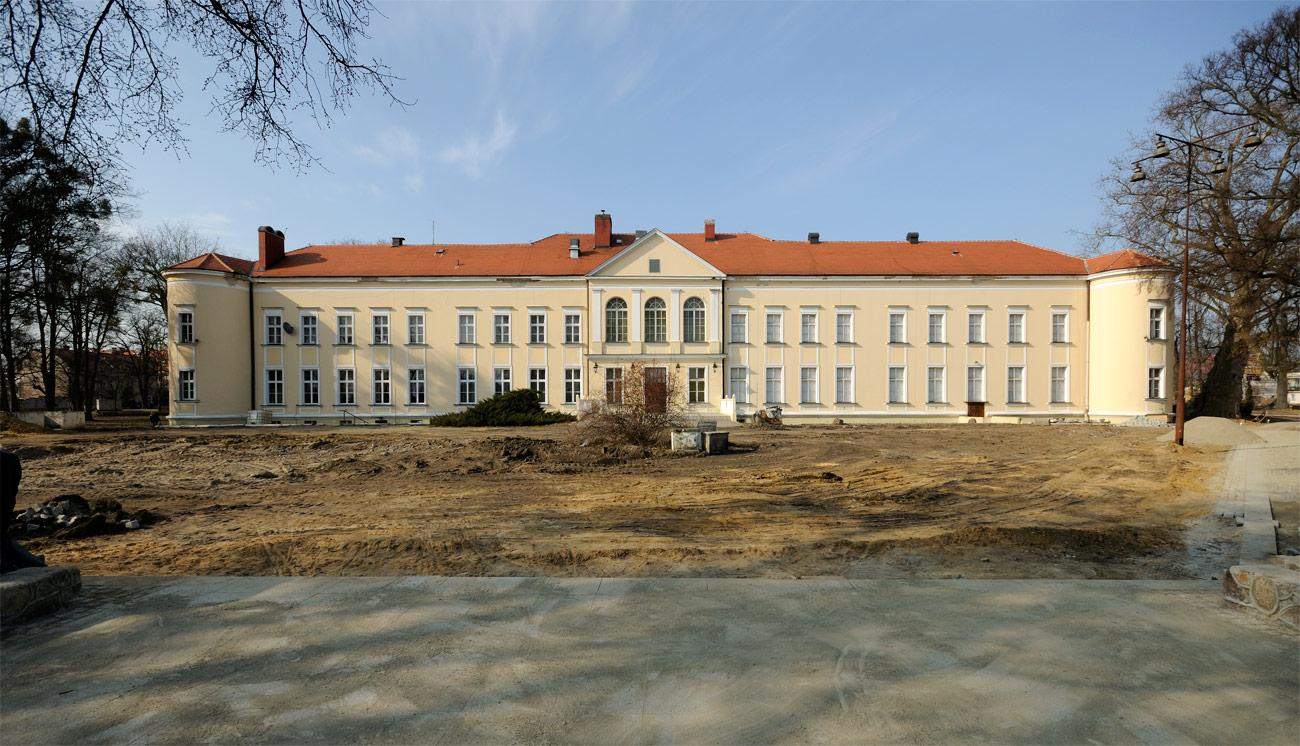
Schloss Dyhernfurth, Niederschlesien
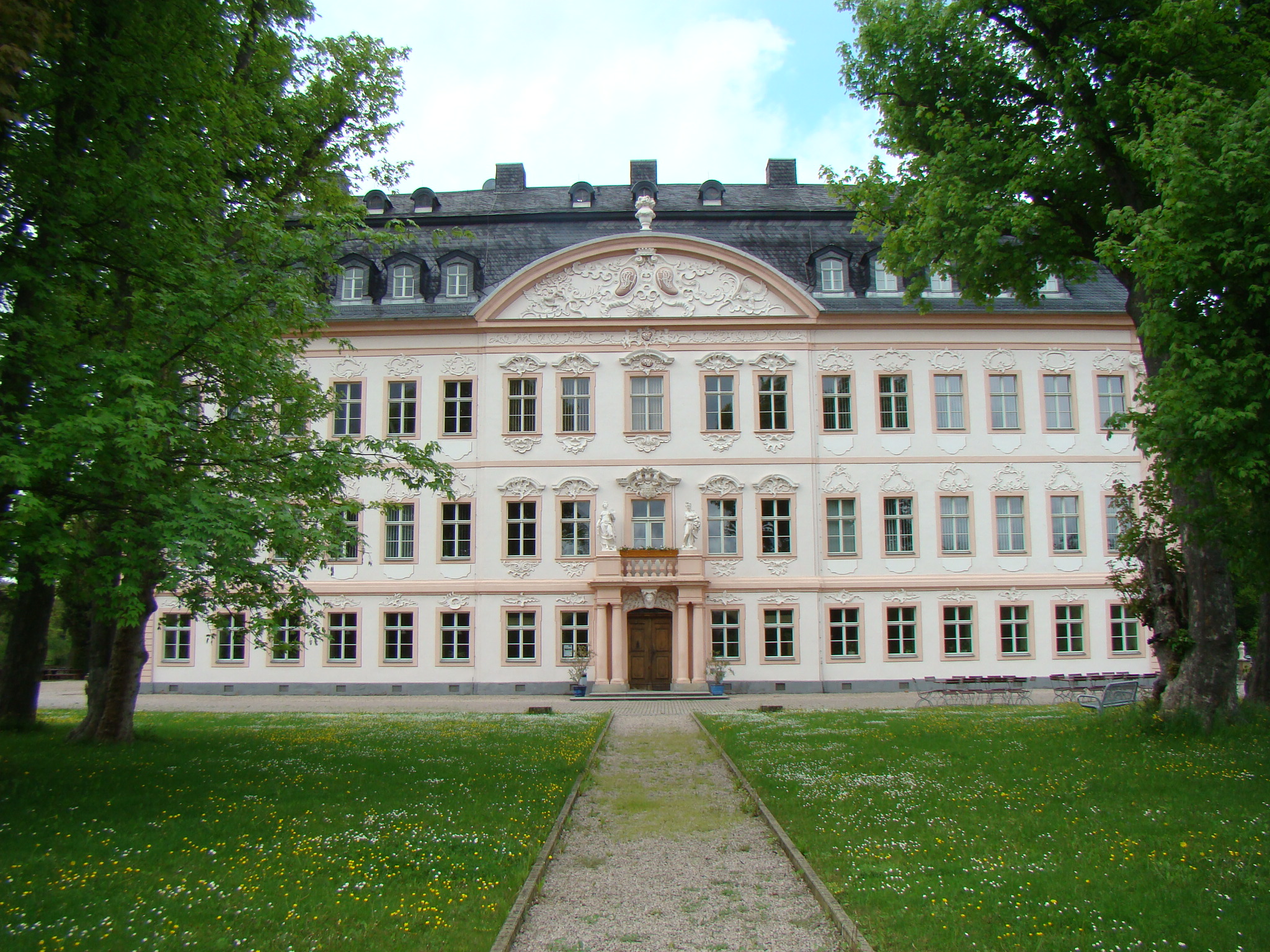
Schloss Oppurg, Thüringen
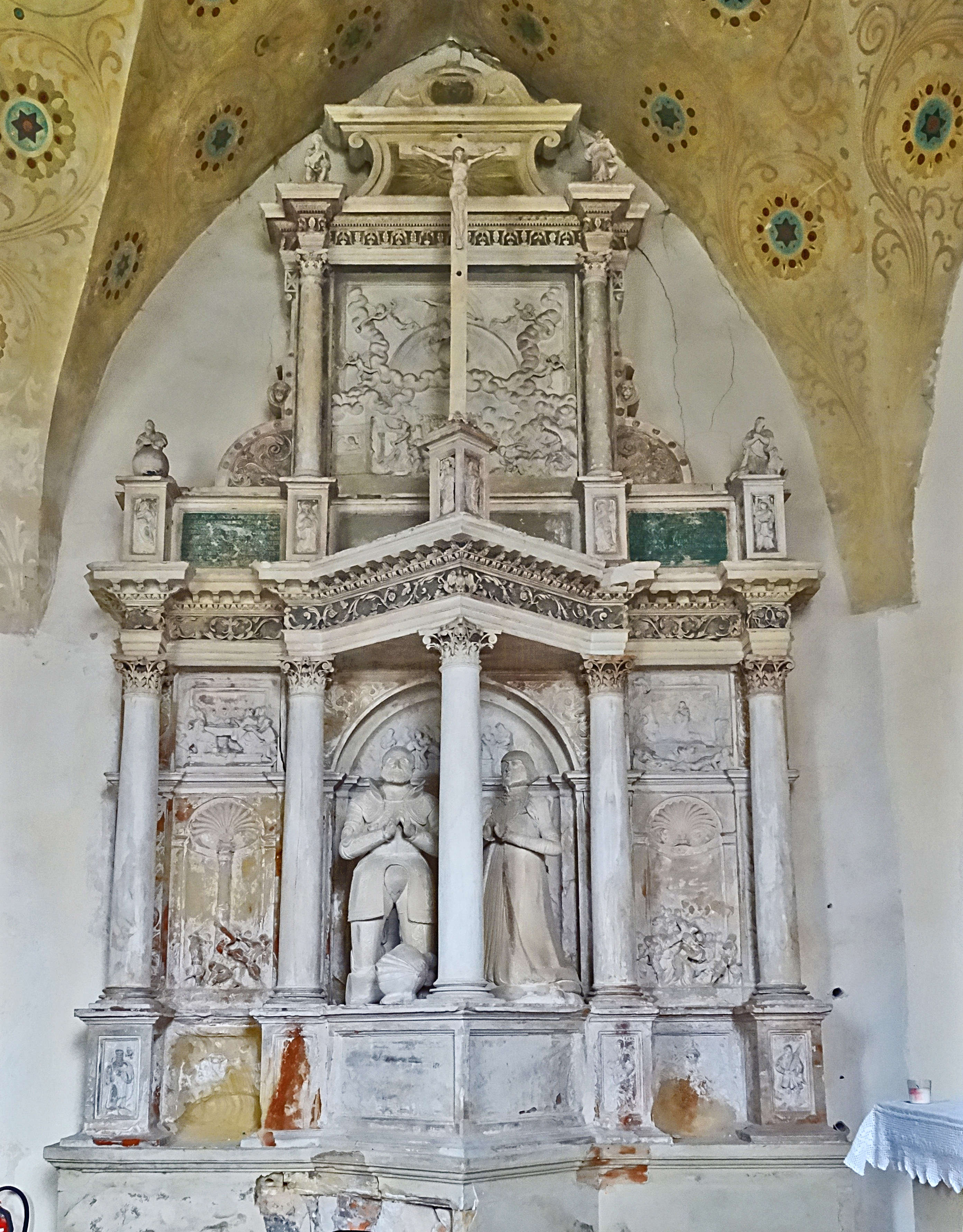
Epitaph für Heinrich und Katharina von Hoym (1571) in St. Sixtus (Ermsleben)
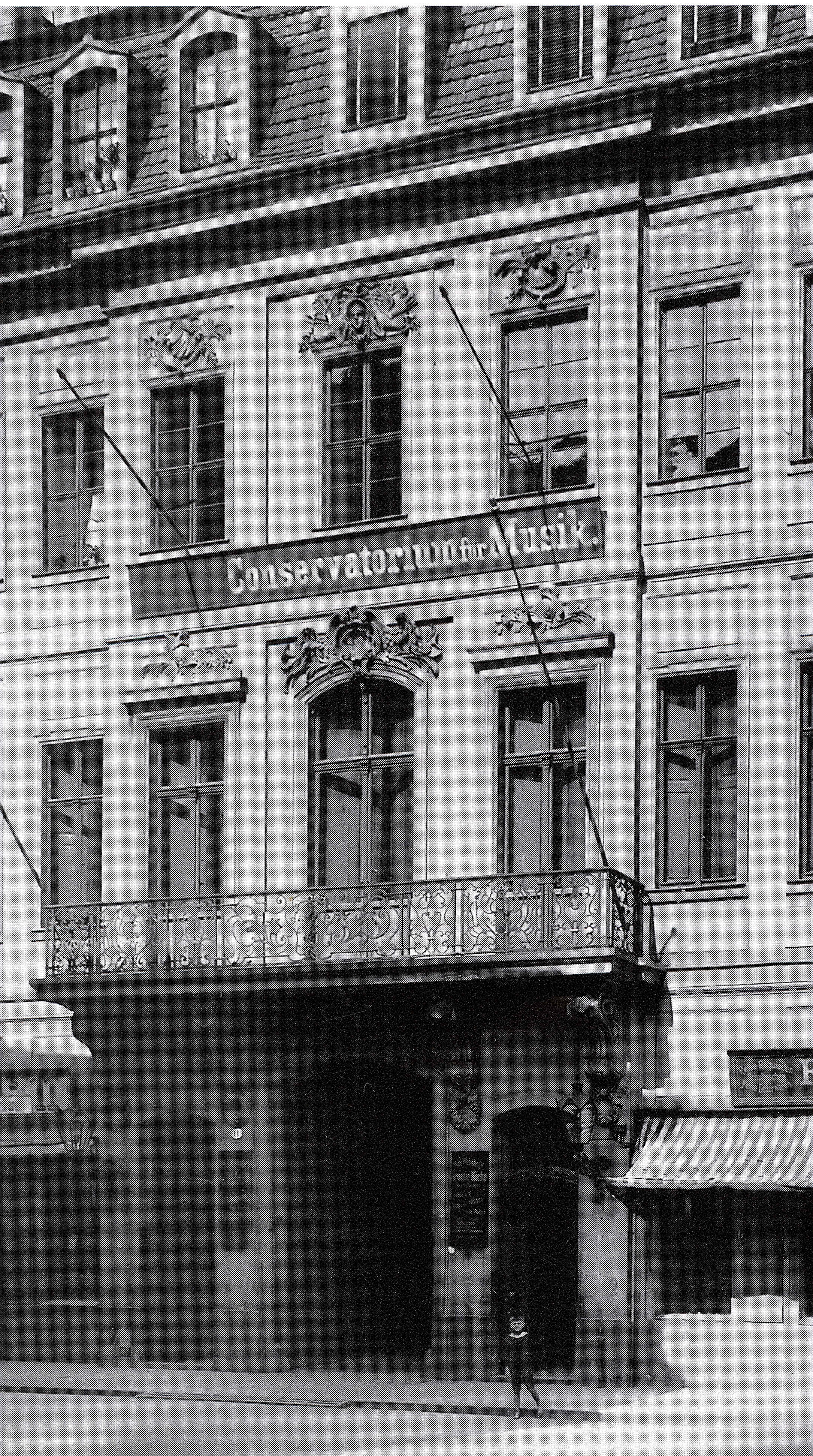
Palais Hoym, Dresden

### Standeserhebungen
Aus der Linie Droyßig erhielt Ludwig Gebhard von Hoym auf Droyßig, Erbkämmerer des Fürstentums Halberstadt, am 6. März 1676 zu Wien den Reichsfreiherrenstand mit der Anrede Wohlgeboren und einer Wappenbesserung. Eine kurfürstlich sächsische Anerkennung des Freiherrenstandes für ihn als kurfürstlich sächsischer Wirklicher Geheimer Rat und Kammerdirektor erfolgte am 18. Oktober 1684.
Seine Söhne Adolph Magnus, königlich polnischer und kurfürstlich sächsischer Wirklicher Geheimer Kabinettsminister, Geheimrat, Generalakziseinspektor und Obersteuerdirektor, Carl Siegfried königlich polnischer und kurfürstlich sächsischer Kammerherr und Hofappelationsgerichtsrat, Ludwig Gerhard, kurfürstlich sächsischer Kammerherr und Kreishauptmann von Thüringen, und Karl Heinrich von Hoym wurden am 18. Juli 1711 zu Dresden von Kurfürst Friedrich August II. von Sachsen als Reichsvikar in den Reichsgrafenstand erhoben. Alle vier erhielten auch am 16. März 1715 zu Wien das schlesische Inkolat.
Der aus der Linie Poblotz stammende Carl Georg Heinrich von Hoym, königlich preußischer Staatsminister, wurde am 15. Oktober 1786 zu Breslau in den preußischen Grafenstand erhoben.
Der aus der Linie Esbeck stammende Ludwig von Hoym, königlich preußischer Geheimer Oberfinanzrat und Präsident der südpreußischen Kriegs- und Domänenkammer, erhielt am 28. April 1809 zu Königsberg in Preußen den preußischen Grafenstand.

### Hoym-Söllingen
Ludwig August Hoym auf Söllingen, der natürliche Sohn von Eduard August Anton von Hoym (1713–1776), herzoglich braunschweigischer Geheimrat und Oberjägermeister, und der Marie Luise Christine Wegener, erhielt am 22. Juni 1792 den Reichsadelsstand als von Hoym-Söllingen.

Das dabei verliehene Wappen ist geteilt. Oben von Silber und Blau fünfmal geteilt, unten in Silber ein offener schwarzer Flug. Auf dem Helm mit blau-silbernen Helmdecken der Flug.

## Wappen

### Stammwappen
Das Stammwappen ist von Schwarz und Silber dreimal (auch viermal) geteilt. Auf dem Helm mit schwarz-silbernen Helmdecken ein offener, wie der Schild bezeichneter Adlerflug.

### Freiherrliches Wappen
Das reichsfreiherrliche Wappen, verliehen 1676, ist geviert und belegt mit einem Mittelschild (das Stammwappen). 1 in Silber ein aufgerichtetes schwarzes Ross, 2 gespalten, rechts in Rot ein linkssehender silberner Straußenhals, links in Silber ein geharnischter Arm, einen eisernen Pusikan (Streitaxt) schwingend. 3 von Blau und Silber geschacht, 4 in Schwarz ein gekrönter goldener Löwe. Das Wappen hat drei Helme mit blau-silbernen Helmdecken, auf dem rechten das Ross wachsend, in der Mitte der Stammhelm, auf den linken ein goldenes Zepter zwischen zwei abgekehrten silbernen Straußenhälsen.

### Gräfliche Wappen

#### Reichsgräfliches Wappen
Das 1711 verliehene reichsgräfliche Wappen ist zweimal geteilt und zweimal gespalten. 1 in Schwarz zwei silberne Balken (Stammwappen), 2 in Schwarz eine goldene Krone, 3 von Silber und Rot geschacht, 4 in Schwarz eine goldene Inful, 5 in Silber ein schwarzer Doppeladler, 6 in Schwarz ein goldener Löwe, 7 in Schwarz ein wachsender grüner Palmbaum mit braunem Stamm, 8 in Schwarz ein linksgekehrter geharnischter Arm, einen goldenen Streitkolben schräglinks haltend, 9 in Rot zwei zugekehrte goldene Adlerköpfe. Das Wappen hat drei Helme mit schwarz-silbernen Helmdecken, auf dem rechten ein offener schwarzer Flug, auf dem mittleren der Adler, auf den linken ein wachsendes schwarzes Ross.

#### Preußisches Grafenwappen

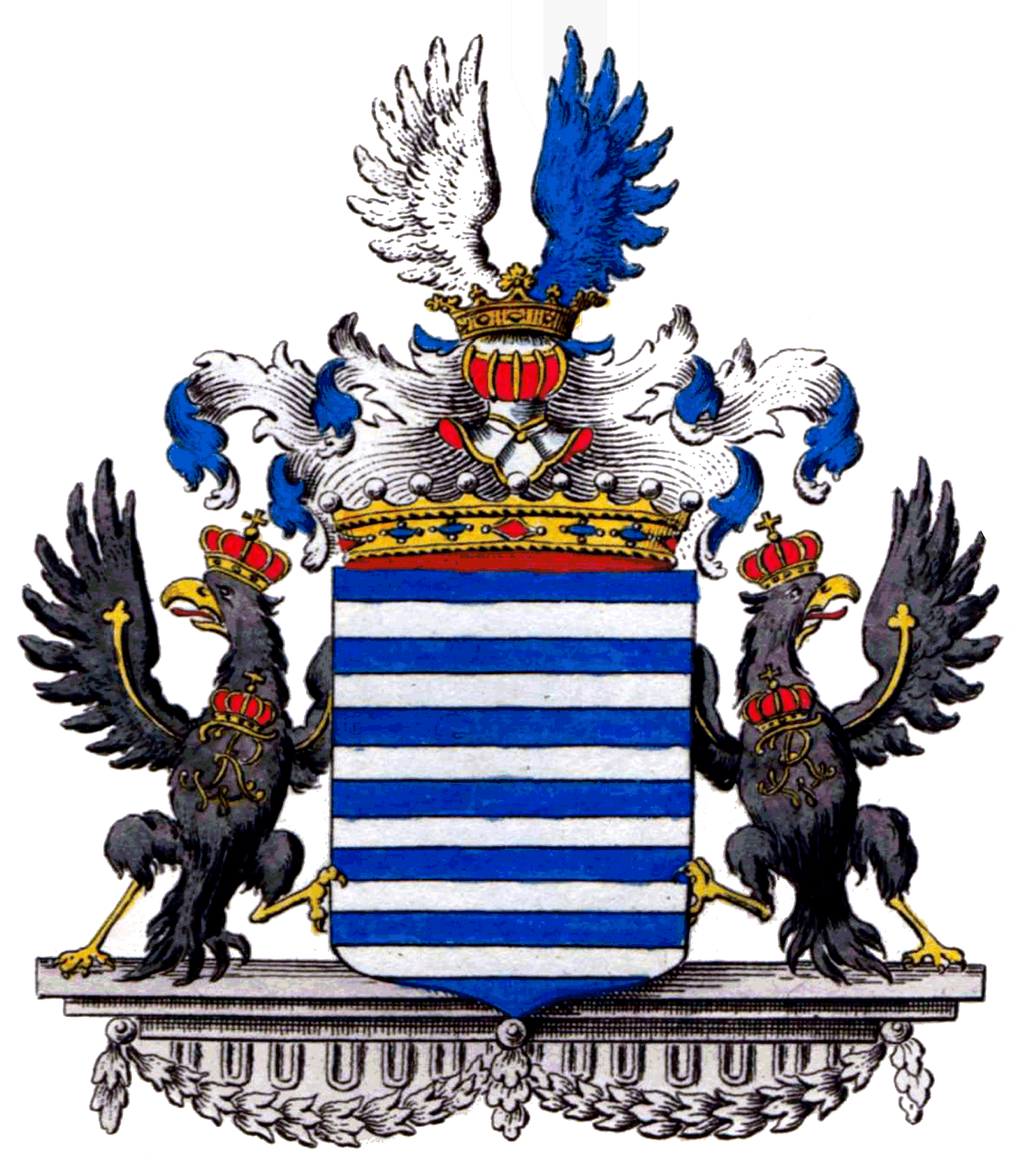
Wappen der preußischen Grafen von Hoym

Das preußische Grafenwappen, verliehen 1809, zeigt innerhalb eines goldenen Schildrandes in Blau sechs silberne Balken. Auf dem Helm mit blau-silbernen Helmdecken ein offener, rechts silbern, links blauen Adlerflug. Als Schildhalter zwei widersehende gekrönte preußische Adler, belegt mit den goldenen Initialen FWR und der Königskrone.

## Bekannte Namensträger
- Adolph Magnus von Hoym (* 1668; † 1723), königlich-polnischer und kurfürstlich-sächsischer wirklicher Geheimer Rat und Kabinettsminister
- Carl Heinrich von Hoym (* 1694; † 1736), königlich-polnischer und kurfürstlich-sächsischer Diplomat und Kabinettsminister
- Carl Siegfried von Hoym (* 1675; † 1738), königlich-polnischer und kurfürstlich-sächsischer Geheimer Rat und Kammerherr
- Christian Julius von Hoym (* 1586; † 1656), Erbkämmerer des Fürstentums Halberstadt und Rittergutsbesitzer
- Friedrich II. von Hoym († 1382), Bischof von Merseburg und 1382 für einige Monate Erzbischof von Magdeburg
- Gebhard von Hoym (* um 1428; † 1484), Bischof von Halberstadt von 1458 bis 1479
- Gotthelf Adolph von Hoym (* 1731; † 1783), königlich-polnischer und kurfürstlich-sächsischer wirklicher Geheimer Rat und Minister
- Hartwig Ludwig Anton von Hoym (* 1750; † 1811), preußischer Geheimer Oberfinanzrat und Präsident der Südpreußischen Kriegs- und Domänenkammer
- Johannes (Johann) von Hoym († 1437), Bischof von Halberstadt von 1419 bis 1437
- Julius Gebhard von Hoym (* 1721; † 1769), kursächsischer wirklicher Geheimer Rat
- Karl Gotthelf von Hoym (1715–1748), Graf: Nach Aufhebung der Konfiszierung der Hoymschen Güter durch die sächsische Landesregierung unter Kurfürst Friedrich August II. (1733–1763) im Jahr 1741 konnte er in Gemeinschaft mit seinen Vettern Julius Gebhard (1721–1769) und Gotthelf Adolph, Grafen von Hoym, die Oberlausitzer Besitztümer Neusalza und Spremberg übernehmen; sie waren demzufolge bis 1768 die Grund- und Gerichtsherren sowie Kirchen- und Schulpatrone der Stadtkommune Neusalza, heute Neusalza-Spremberg, und der Dorfgemeinde Spremberg an der oberen Spree
- Karl Georg Heinrich von Hoym (* 1739; † 1807), Provinzialminister von Schlesien und Südpreußen
- Ludwig Gebhard von Hoym (* 1631; † 1711), königlich-polnischer und kurfürstlich-sächsischer wirklicher Geheimer Rat und Kammerpräsident
- Ludwig Gebhard von Hoym (* 1678; † 1738), königlich-polnischer und kurfürstlich-sächsischer Geheimer Rat und Oberhauptmann in Thüringen
- Rahel Louise von Hoym (1699–1764), deutsche Großgrundbesitzerin